# Crotalus lannomi
Crotalus lannomi ist eine Art der Klapperschlangen (Crotalus), von der bisher weniger als zehn Exemplare aus dem westlichen Jalisco, Mexiko, wissenschaftlich bekannt sind. Der Holotyp wurde tot auf der Straße gefunden.

## Merkmale
Der Holotyp von Crotalus lannomi hatte eine Körperlänge von 64 Zentimetern, von denen 7 Zentimeter den Schwanz ausmachen. Die Gestalt der Schlange ist gedrungen mit einem breiten Kopf und einer sehr kleinen Schwanzrassel. Die Grundfärbung der Schlange ist grau, darauf besitzt die eine Reihe schwarzer Flecken als Zeichnungsmuster.

## Verbreitung und Lebensraum

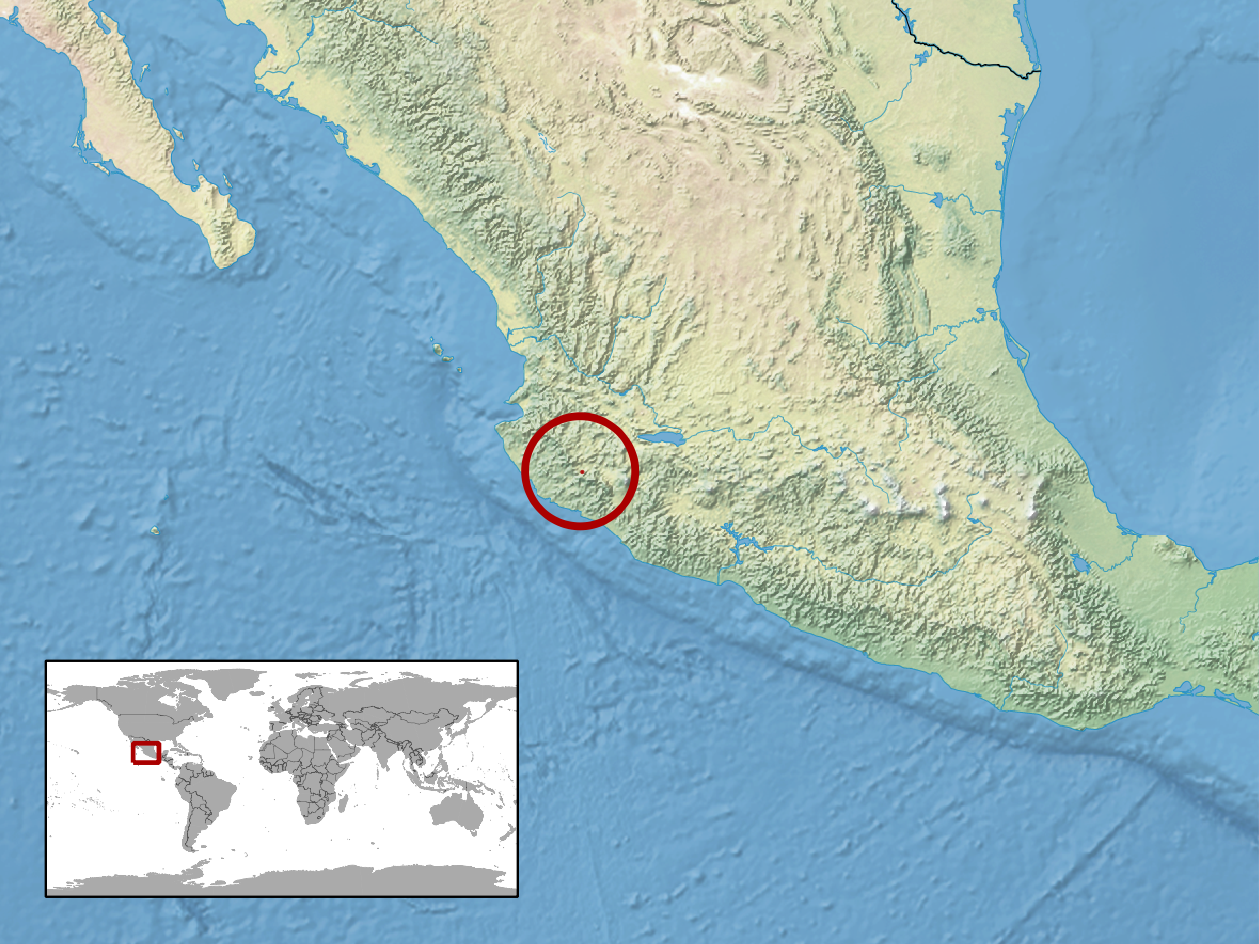
Verbreitungsgebiet

Die erste wissenschaftlich bekannt gewordene Schlange dieser Art wurde im mexikanischen Bundesstaat Jalisco tot aufgefunden, Daten zum tatsächlichen Verbreitungsgebiet liegen nicht vor. Seit der Erstbeschreibung sind bisher lediglich sechs weitere Exemplare bekannt geworden. Die Region ist bewaldet und besitzt felsige Anteile.

## Schlangengift
Spezifische Wirkungen und Inhaltsstoffe des Giftes dieser Schlange sind unbekannt.